# Game & Watch
Thương hiệu Game & Watch (tiếng Nhật: ゲーム&ウオッチGēmu & Uotchi; hay còn gọi là Tricotronic ở Tây Đức và Áo, viết tắt là G&W) là một loạt các máy chơi điện tử cầm tay do Nintendo sản xuất từ năm 1980 đến năm 1991. Máy do nhà thiết kế trò chơi Yokoi Gunpei tạo ra, mỗi máy Game & Watch có một trò chơi duy nhất, hiển thị trên màn hình LCD. Phiên bản 1981 kèm thêm đồng hồ báo thức. Loạt này đã bán ra tổng cộng 43,4 triệu máy trên toàn thế giới. Đây là sản phẩm máy chơi trò chơi điện tử đầu tiên của Nintendo đạt được thành công lớn.
Máy dựa trên nền tảng CPU 4 bit của dòng Sharp SM5xx, gồm một vùng nhỏ chứa ROM và RAM và mạch của trình điều khiển màn hình LCD.

## Nguồn gốc và thiết kế

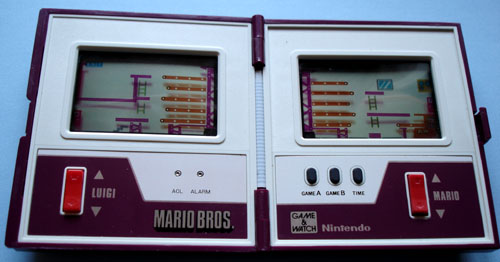
Game and Watch bản Mario

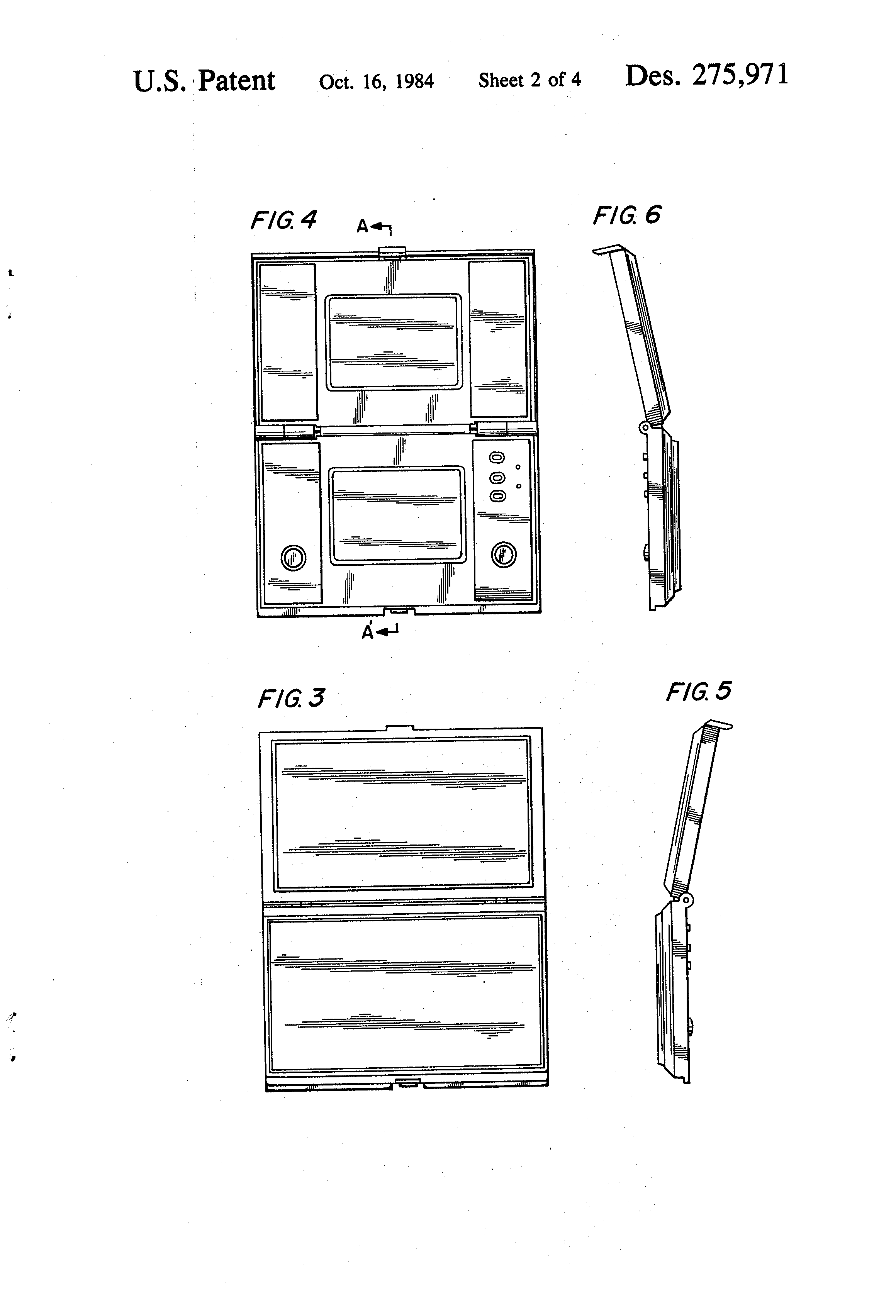
Thiết kế Đa màn hình của Game & Watch.

## Loạt

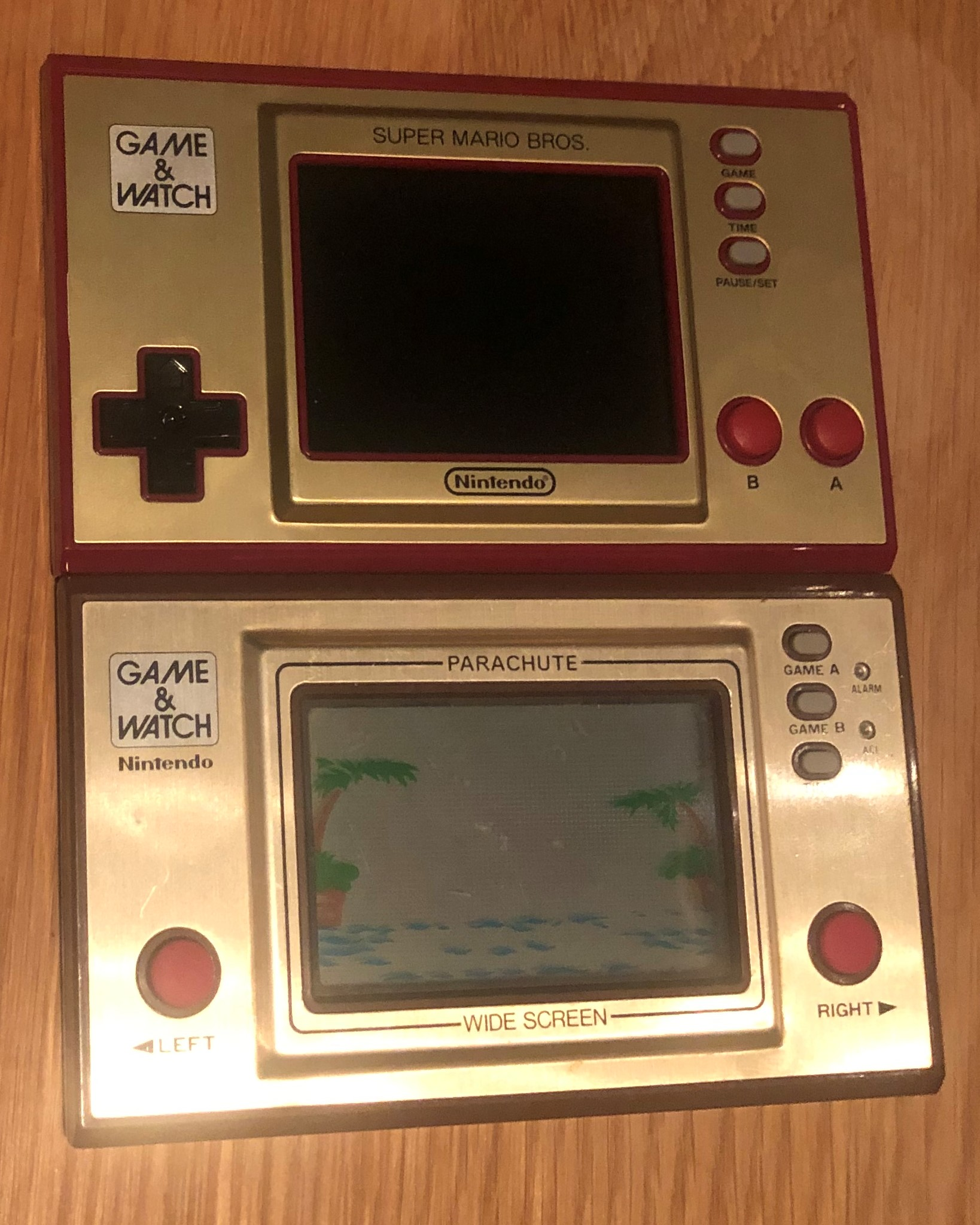
Loạt Game & Watch Màn Rộng; Super Mario Bros và Parachute

## Phát hành

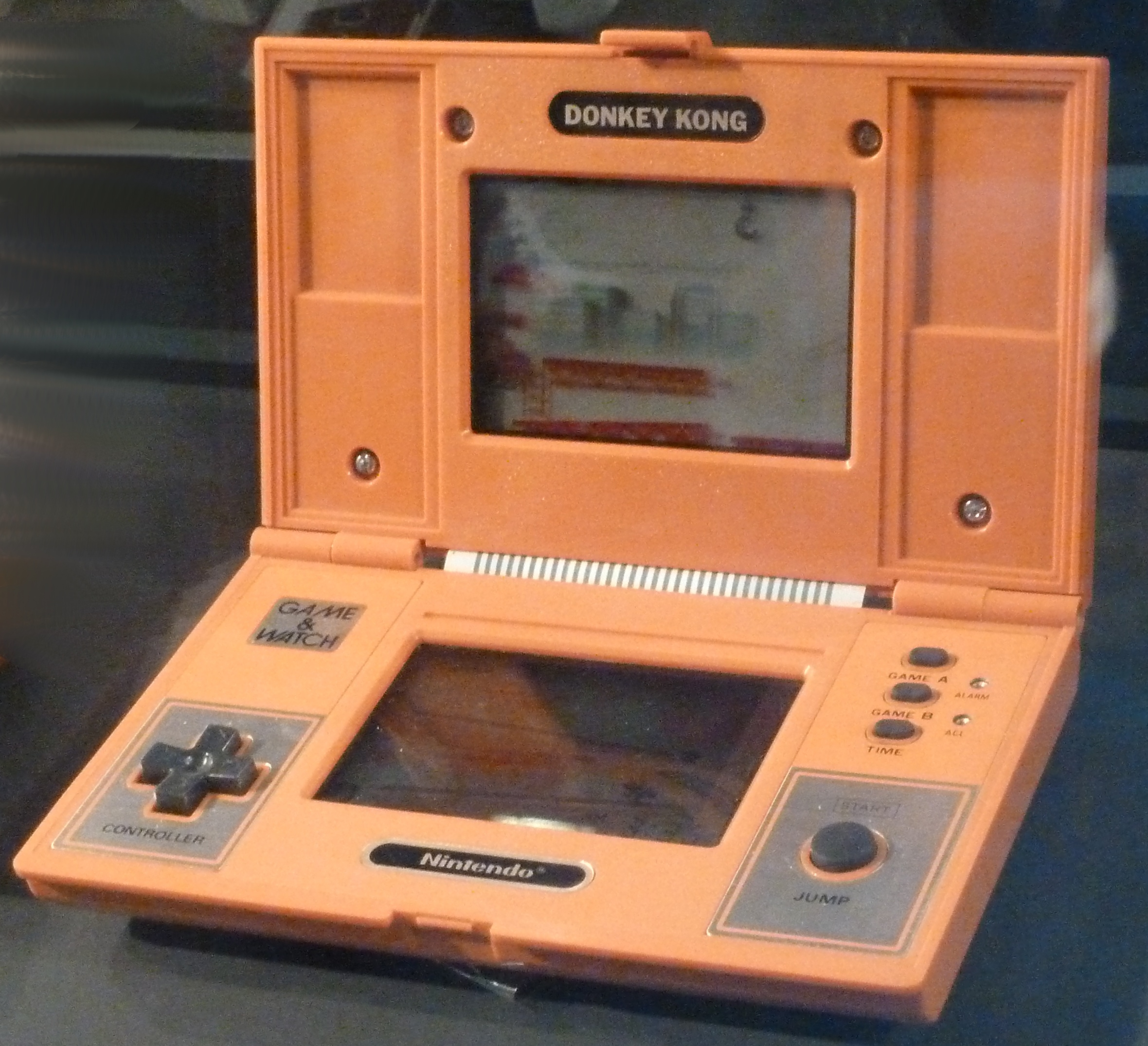
Game & Watch bản Donkey Kong

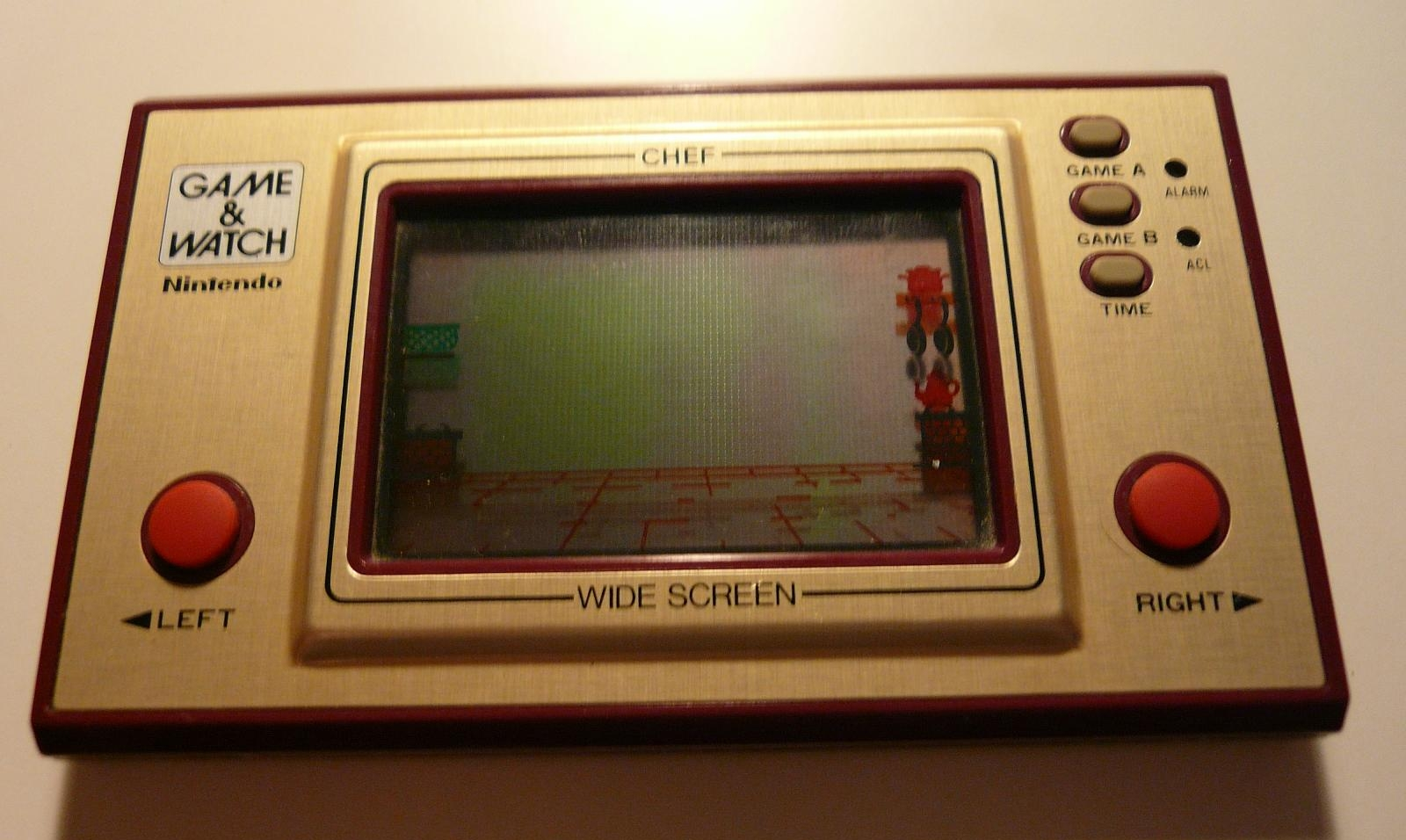
Game & Watch bản Chef

## Mr. Game & Watch

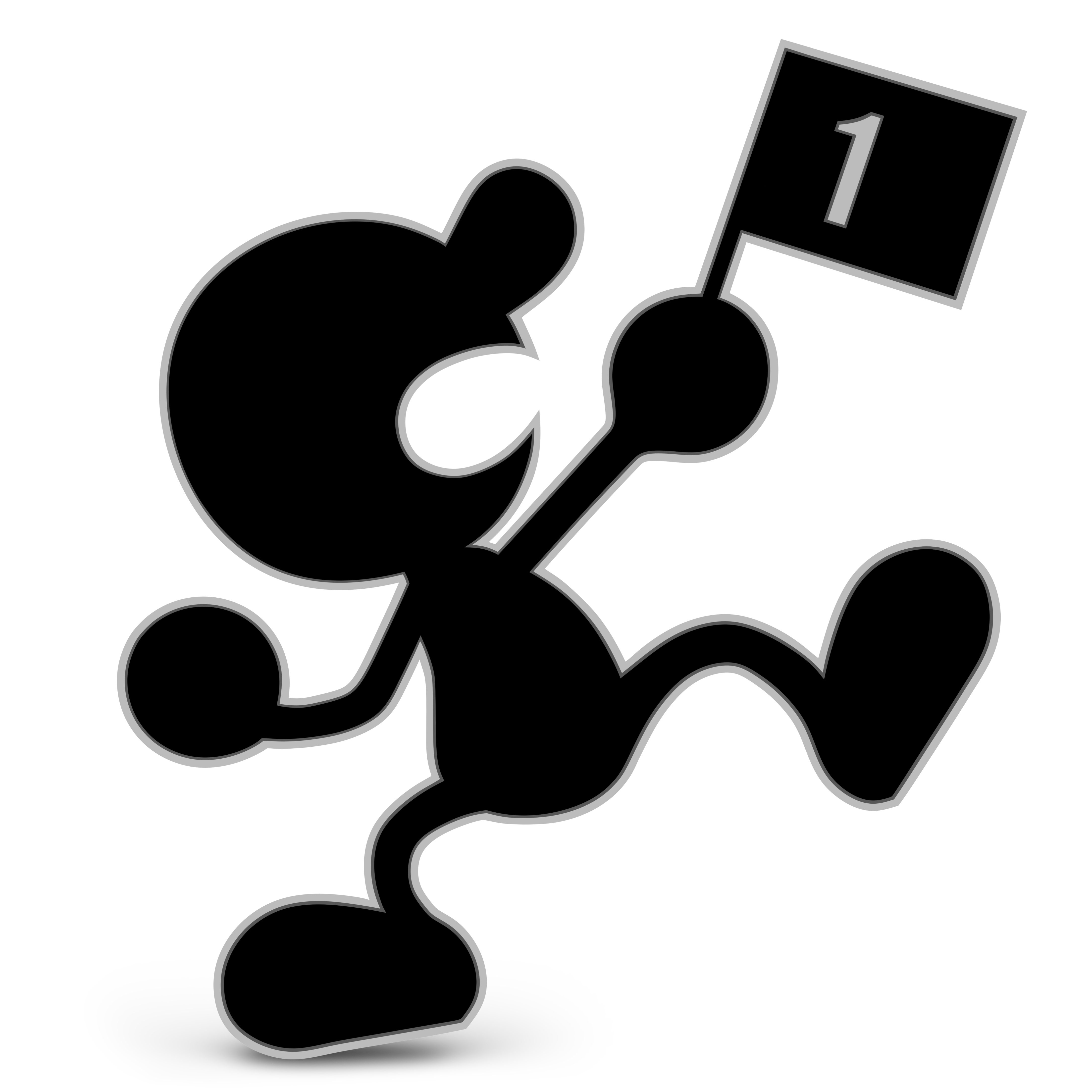
Mr. Game & Watch khi xuất hiện trong Super Smash Bros. Ultimate